# Hunga Tonga-Hunga Haʻapai
Hunga Tonga-Hunga Haʻapai (HTHH) ist ein submariner Vulkan im Inselstaat Tonga im Pazifik. Er befindet sich in der Haʻapai-Inselgruppe, etwa 64 km nördlich von Tongatapu, der Hauptinsel von Tonga. Die namensgebenden Inseln Hunga Tonga und Hunga Haʻapai waren ursprünglich getrennt und wurden durch einen Vulkanausbruch Ende Dezember 2014 verbunden. Durch einen weiteren, deutlich stärkeren Vulkanausbruch im Januar 2022 wurde die ehemals 114 m hohe Insel großflächig verändert und ist bis auf einzelne Felsspitzen, die noch über den Meeresspiegel ragen, verschwunden.

## Vulkanismus und Entstehung der Insel
| Start        | Ende             | VEI |
| ------------ | ---------------- | --- |
| 14. Jan 2022 | tbd              | 6   |
| 20. Dez 2021 | ca. 2. Jan 2022  | tbd |
| 19. Dez 2014 | ca. 23. Jan 2015 | 2   |
| 17. Mär 2009 | 22. Mar 2009     | 2   |
| 1. Jun 1988  | 3. Jun 1988      | 0   |
| 1937         | Unbekannt        | 2   |
| 29. Apr 1912 | Unbekannt        | 2   |

Hunga Tonga und Hunga Haʻapai befanden sich als bis 2014 voneinander getrennte Inseln am westlichen und nördlichen Rand einer Caldera eines unterseeischen Vulkans. Die Caldera hatte einen Durchmesser von etwa 5 km und lag bis 2009 etwa 150 m unter dem Meeresspiegel. Sie erhob sich 2000 m über den Meeresboden. Die beiden Inseln waren rund 1,6 km voneinander entfernt und bestanden größtenteils aus Andesit. 
Vor dem Vulkanausbruch 2009 war Hunga Tonga ungefähr 0,39 km² und Hunga Haʻapai 0,65 km² groß. Beide waren etwa 2 km lang. Durch den Ausbruch entstand zwischen den zwei Inseln ein Vulkankegel, der sich schließlich über den Meeresspiegel erhob. Dieser wuchs kontinuierlich an und bildete zuerst mit Hunga Haʻapai eine Landbrücke. Die andauernde Vulkantätigkeit führte auch zu einer Verbindung mit Hunga Tonga. Dieses Naturschauspiel wurde mit Satellitentechnik beobachtet. Die neu gebildete Insel wurde „Hunga Tonga-Hunga Haʻapai“ genannt. Neu entstandene Vulkaninseln werden häufig durch Erosion wieder zerstört; die Inselbildung stabilisierte sich jedoch ab 2014. Hunga Tonga und Hunga Haʻapai wurden durch den Vulkanausbruch Ende Dezember 2014 vorübergehend bis zum erneuten Vulkanausbruch 2022 miteinander verbunden.

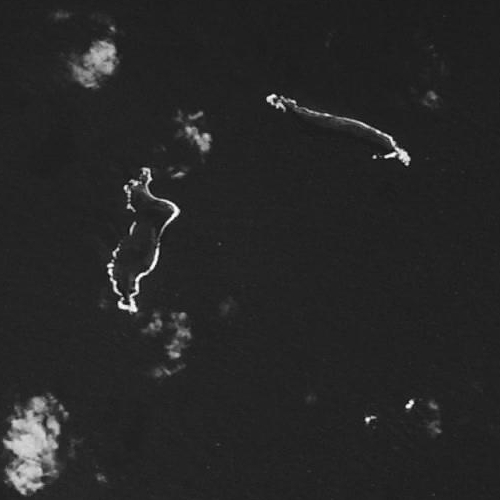
Satellitenbild 3. August 1978 (NASA) – Hunga Tonga und Hunga Haʻapai getrennt 1978
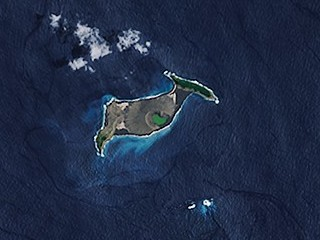
Landsat-8-Bild von Hunga Tonga–Hunga Haʻapai im Januar 2017
- Animierter Zeitraffer zur Konsolidierung der Insel 2014–2017 (NASA)
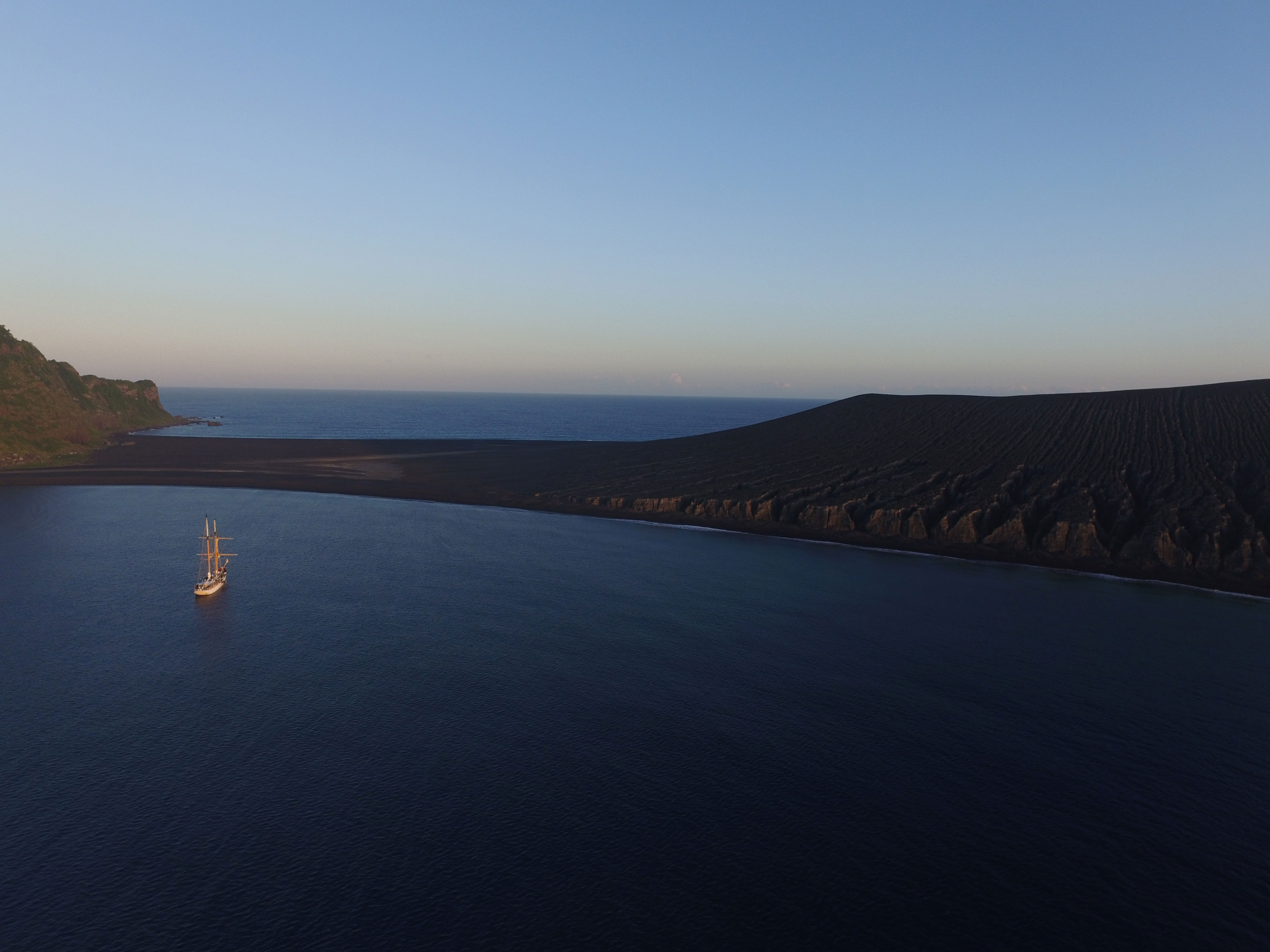
Ein Schiff der Sea Education Association (SEA) vor der Insel, Oktober 2019
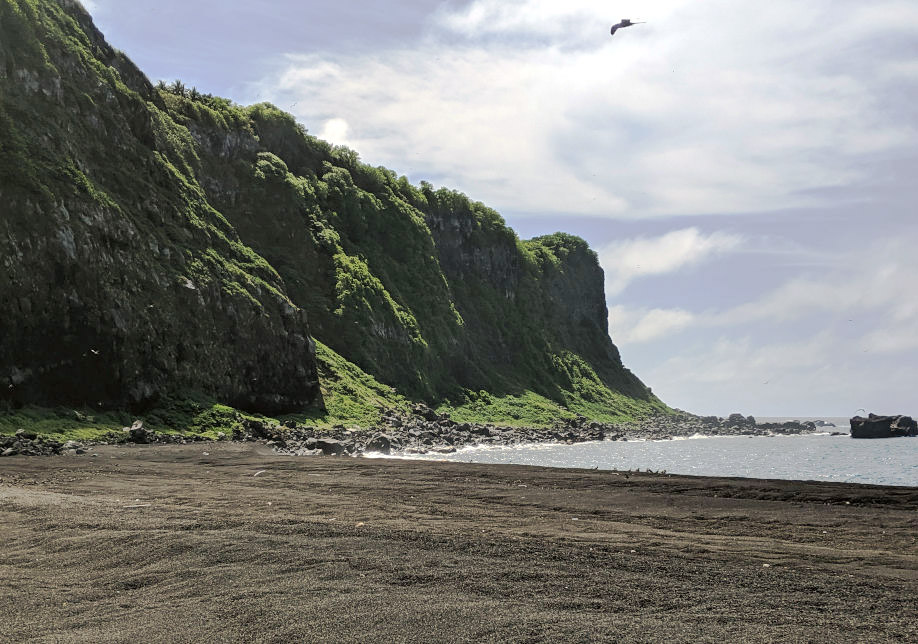
Hunga Tonga, Oktober 2019

### Ausbruch Ende Dezember 2021
Am 20. Dezember 2021 brach der Vulkan erneut aus: Rauch wurde in einer Höhe von bis zu 15 km gemessen, die dunkle Aschewolke beschränkte sich hauptsächlich auf eine Höhe von 5000 m und weniger. Die Eruption war eine phreatomagmatische Explosion, welche durch den Kontakt von Magma mit Meerwasser ausgelöst wurde. Über die Weihnachtsfeiertage hielten die Eruptionen weiter an; auch zum Jahreswechsel ermüdete der Vulkan nicht. Am 2. Januar 2022 endete der Ausbruch vorläufig. Die Insel wuchs während der Eruptionen um mehr als 2,5 km².

### Ausbruch Mitte Januar 2022

Aufnahme des Hunga-Tonga-Ausbruchs am 15. Januar 2022 durch den über dem Äquator befindlichen geostationären Wettersatelliten GOES-17

Nach mehreren Tagen der Ruhe ereigneten sich am 14. und 15. Januar 2022 weitere massive Eruptionen, die wie jene im Dezember phreatomagmatischer Natur waren. Die Eruptionssäule stieg auf bis zu 57 km hoch auf. Es gab erhebliche Sachschäden, Vermisste und Tote. Durch den Vulkanausbruch wurde die Insel wieder in zwei einzelne, kleinere Inseln getrennt, die zusammengenommen nur noch eine Fläche von ca. 0,23 km² haben (vorher: 3,4 km²).

## Ökologie
Im Oktober 2018 besuchten Wissenschaftler der NASA Hunga Tonga-Hunga Haʻapai und konnten beobachten, dass sich überall Pflanzen ausbreiteten, ebenso nistende Rußseeschwalben und auch eine Eule.
Ferner war die Insel mit einem klebrigen, hellen Schlamm bedeckt. Man vermutet, dass die schnelle Besiedlung durch Pflanzen dank der Samen im Vogelkot möglich war.
Im Gegensatz zu Capelinhos (Azoren)  in den 1950er und Surtsey (Island) in den 1960er Jahren, als sich die Forschung damals vor allem auf die tierische und pflanzliche Besiedlung konzentrierte und die Identifikation von Bakterien oder Algen noch als unbedeutend angesehen wurde, wurden auf der Insel hier immer auch die mikrobiellen Gemeinschaften untersucht.
Nicholas Dragone et al. berichteten im Januar 2023 über den Metagenomik-Nachweis einer Mikroben-Gemeinschaft auf der Insel während der sieben Jahre ihrer Existenz bis zum Winter 2021/2022. Sie untersuchten Proben von Meeresspiegelhöhe bis zum ca. 120 Meter hohen Kratergipfel und hatten dabei vor allem die unbegrünten Flächen im Auge.
Sie fanden Organismen, die ähnlich wie jene in ganz anderen Habitaten (oberirdische Thermalquellen wie im Yellowstone-Nationalpark sowie hydrothermale Schlote der Tiefsee) Schwefel und atmosphärische Gase verstoffwechseln. Die gefundenen Bakterien und Archaeen waren weniger vielfältig als die in den bewachsenen Gebieten daneben, vor allem aber von diesen sehr verschieden. So wurden beispielsweise entgegen den Erwartungen dort keine photosynthetisch tätigen Cyanobakterien (alias Oxyphotobacteria) gefunden, sondern die mit ihnen verwandten Sericytochromatia (Stamm-Cyanobakterien, d. h. s. l.). Unter den dortigen Bakterien dominierten die Chloroflexi, gefolgt von einer Reihe anderer Phyla einschließlich des Kandidatenphylums Eremiobacterota (Eremiobacteria, provisorische Bezeichnung WPS-2). Unter den Archaeen fanden sich Thaumarchaeota .
Wegen ihres speziellen Stoffwechsels wird vermutet, dass diese nicht aus dem Vogelkot kamen oder mit dem Meerwasser angespült wurden, sondern aus dem tieferen Untergrund stammen.